# Liste der Lieder von Hilary Duff
Dies ist eine Liste der aufgenommenen und veröffentlichten Lieder der US-amerikanischen Popsängerin Hilary Duff. Die Titel sind alphabetisch sortiert. Sie gibt Auskunft über die Urheber und auf welchem Tonträger die Komposition erstmals zu finden ist.

## Eigenkompositionen

### A
| Titel                | Autoren                                                | Album                    | Jahr |
| -------------------- | ------------------------------------------------------ | ------------------------ | ---- |
| A Day in the Sun     | Charlie Midnight, Matthew Gerrard                      | Metamorphosis            | 2003 |
| All About You        | Hilary Duff, Savan Kotecha, Kristian Lundin, Carl Falk | Breathe In. Breathe Out. | 2014 |
| Any Other Day        | Hilary Duff, Jonathan Kyle Glatzer, Robert Lawson      | What Goes Up             | 2009 |
| Anywhere But Here    | Jim Marr, Wendy Page, Chico Bennett                    | Metamorphosis            | 2003 |
| Arms Around a Memory | Matthew Koma                                           | Breathe In. Breathe Out. | 2015 |

### B
| Titel                    | Autoren                                                         | Album                    | Jahr |
| ------------------------ | --------------------------------------------------------------- | ------------------------ | ---- |
| Beat of My Heart         | Hilary Duff, Dead Executives                                    | Most Wanted              | 2005 |
| Belong                   | Sam Watters, Edwin "Lil Eddie" Serrano, Mike Einziger, Toby Gad | Breathe In. Breathe Out. | 2015 |
| Between You and Me       | Hilary Duff, Kara DioGuardi, Chico Bennett, Richard Vission     | Dignity                  | 2007 |
| Brave Heart              | Hilary Duff, Jerrod Bettis, Sean Douglas                        | Breathe In. Breathe Out. | 2015 |
| Break My Heart           | Hilary Duff, Dead Executives                                    | Most Wanted              | 2005 |
| Breathe In. Breathe Out. | Matthew Koma, Dan Book                                          | Breathe In. Breathe Out. | 2015 |
| Burned                   | Hilary Duff, Kara DioGuardi, "Fredwreck" Nassar                 | Dignity                  | 2007 |

### C
| Titel           | Autoren                                                             | Album                    | Jahr |
| --------------- | ------------------------------------------------------------------- | ------------------------ | ---- |
| Chasing the Sun | Colbie Caillat, Jason Reeves, Toby Gad                              | Breathe In. Breathe Out. | 2014 |
| Come Clean      | Kara DioGuardi, John Shanks                                         | Metamorphosis            | 2003 |
| Confetti        | Matthew Koma, Kevin Nicholas Drew, Richard W. Nowels, Ellen Shipley | Breathe In. Breathe Out. | 2015 |
| Crash World     | Desmond Child, Andreas Carlsson, Julian Bunetta                     | A Cinderella Story       | 2004 |
| Cry             | Charlie Midnight, Charlton Pettus, Marc Swersky                     | Hilary Duff              | 2004 |

### D
| Titel             | Autoren                                                              | Album       | Jahr |
| ----------------- | -------------------------------------------------------------------- | ----------- | ---- |
| Danger            | Hilary Duff, Kara DioGuardi, Vada Nobles, Julius Diaz, Mateo Camargo | Dignity     | 2007 |
| Dangerous to Know | Charlie Midnight, Wendy Page, Jim Marr                               | Hilary Duff | 2004 |
| Dignity           | Hilary Duff, Kara DioGuardi, Chico Bennett, Richard Vission          | Dignity     | 2007 |
| Do You Want Me?   | Kara DioGuardi, Matthew Gerrard                                      | Hilary Duff | 2004 |
| Dreamer           | Hilary Duff, Kara DioGuardi, "Fredwreck" Nassar                      | Dignity     | 2007 |

### F
| Titel | Autoren                     | Album       | Jahr |
| ----- | --------------------------- | ----------- | ---- |
| Fly   | Kara DioGuardi, John Shanks | Hilary Duff | 2004 |

### G
| Titel         | Autoren                               | Album         | Jahr |
| ------------- | ------------------------------------- | ------------- | ---- |
| Girl Can Rock | Charlie Midnight, Denny Weston Jr.    | Metamorphosis | 2003 |
| Gypsy Woman   | Hilary Duff, Haylie Duff, Ryan Tedder | Dignity       | 2007 |

### H
| Titel     | Autoren                                                          | Album               | Jahr |
| --------- | ---------------------------------------------------------------- | ------------------- | ---- |
| Happy     | Hilary Duff, Kara DioGuardi, Mitch Allan, Rhett Lawrence         | Dignity             | 2007 |
| Haters    | Charlie Midnight, Hilary Duff, Haylie Duff, Marc Swersky         | Hilary Duff         | 2004 |
| Hide Away | Charlie Midnight, Shaun Shankel, Trina Harmon, Tyler Hayes Bieck | Hilary Duff         | 2004 |
| Holiday   | Hilary Duff, Haylie Duff, Ryan Tedder                            | Best of Hilary Duff | 2008 |

### I
| Titel                                             | Autoren                                                                         | Album                                                   | Jahr |
| ------------------------------------------------- | ------------------------------------------------------------------------------- | ------------------------------------------------------- | ---- |
| I Am                                              | Diane Warren                                                                    | Hilary Duff                                             | 2004 |
| I Heard Santa on the Radio (mit Christina Milian) | Charlie Midnight, Chris Hamm                                                    | Santa Claus Lane                                        | 2002 |
| (I'll Give) Anything But Up!                      | Hilary Duff, Charlie Midnight, Jim Marr, Marc Swersky, Sarah Durkee, Wendy Page | Marlo Thomas and Friends: Thanks & Giving All Year Long | 2004 |
| Inner Strength                                    | Haylie Duff                                                                     | Metamorphosis                                           | 2003 |
| I Wish                                            | Hilary Duff, Kara DioGuardi, Tim Kelley, Bob Robinson                           | Dignity                                                 | 2007 |

### J
| Titel   | Autoren                         | Album       | Jahr |
| ------- | ------------------------------- | ----------- | ---- |
| Jericho | Charlie Midnight, Chico Bennett | Hilary Duff | 2004 |

### L
| Titel        | Autoren                                                       | Album                    | Jahr |
| ------------ | ------------------------------------------------------------- | ------------------------ | ---- |
| Lies         | Hilary Duff, Oscar Holter, Albin Nedler, Kristoffer Fogelmark | Breathe In. Breathe Out. | 2015 |
| Little Voice | Kara DioGuardi, Patrik Berger                                 | Metamorphosis            | 2003 |
| Love Just Is | Charlie Midnight, Jim Marr, Wendy Page                        | Metamorphosis            | 2003 |

### M
| Titel          | Autoren                                                   | Album                    | Jahr |
| -------------- | --------------------------------------------------------- | ------------------------ | ---- |
| Metamorphosis  | Hilary Duff, Charlie Midnight, Chico Bennett, Andre Recke | Metamorphosis            | 2003 |
| Mr. James Dean | Hilary Duff, Haylie Duff, Kevin De Clue                   | Hilary Duff              | 2004 |
| My Generation  | Pete Townshend                                            | Hilary Duff              | 2004 |
| My Kind        | Jason Gill, Elina Stridh                                  | Breathe In. Breathe Out. | 2015 |

### N
| Titel                                   | Autoren                                                     | Album                    | Jahr |
| --------------------------------------- | ----------------------------------------------------------- | ------------------------ | ---- |
| Never Stop                              | Hilary Duff, Kara DioGuardi, Chico Bennett, Richard Vission | Dignity                  | 2007 |
| Night Like This (feat. Kendall Schmidt) | Hilary Duff, Ian Kirkpatrick, Lindy Robbins                 | Breathe In. Breathe Out. | 2015 |
| No Work, All Play                       | Hilary Duff, Kara DioGuardi, Greg Wells                     | Dignity                  | 2007 |
| Now You Know                            | Kara DioGuardi, Charlton Pettus, Michelle Lewis             | A Cinderella Story       | 2004 |

### O
| Titel               | Autoren                                      | Album                    | Jahr |
| ------------------- | -------------------------------------------- | ------------------------ | ---- |
| One in a Million    | Ebba Tove Elsa Nilsson, Oscar Görres, Ilya   | Breathe In. Breathe Out. | 2015 |
| Our Lips Are Sealed | Jane Wiedlin, Terence Hall                   | Hilary Duff              | 2004 |
| Outlaw              | Hilary Duff, Ian Kirkpatrick, Lindy Robbins  | Breathe In. Breathe Out. | 2015 |
| Outside of You      | Alecia Moore, Chantal Kreviazuk, Raine Maida | Dignity                  | 2007 |

### P
| Titel          | Autoren                                                | Album                    | Jahr |
| -------------- | ------------------------------------------------------ | ------------------------ | ---- |
| Party Up       | Meredith Brooks, Taylor Rhodes, Ashley George          | Metamorphosis            | 2003 |
| Picture This   | Hilary Duff, Mitchy Collins, Christian Medice          | Breathe In. Breathe Out. | 2015 |
| Play with Fire | Hilary Duff, Kara DioGuardi, Rhett Lawrence, Will.i.am | Dignity                  | 2006 |

### R
| Titel                     | Autoren                                                                          | Album                    | Jahr |
| ------------------------- | -------------------------------------------------------------------------------- | ------------------------ | ---- |
| Reach Out (feat. Prophet) | Ryan Tedder, Martin Gore, Evan Bogart, Mika Guillory                             | Best of Hilary Duff      | 2008 |
| Rebel Hearts              | Hilary Duff, Christopher J. Baran, Audra Mae, Skyler Stonestreet, Kara DioGuardi | Breathe In. Breathe Out. | 2015 |
| Rock This World           | Charlie Midnight, Hilary Duff, Denny Weston Jr., Ty Stevens                      | Hilary Duff              | 2004 |

### S
| Titel                                  | Autoren                                                                          | Album                    | Jahr |
| -------------------------------------- | -------------------------------------------------------------------------------- | ------------------------ | ---- |
| Same Old Christmas (feat. Haylie Duff) | Charlie Midnight, Marc Swersky                                                   | Santa Claus Lane         | 2002 |
| Santa Claus Lane                       | Matthew Gerrard, Charlie Midnight, Bridget Benenate, Jay Landers                 | Santa Claus Lane         | 2002 |
| Shine                                  | Kara DioGuardi, Guy Chambers                                                     | Hilary Duff              | 2004 |
| Someone's Watching Over Me             | Kara DioGuardi, John Shanks                                                      | Hilary Duff              | 2004 |
| So Yesterday                           | Charlie Midnight, Lauren Christy, Scott Spock, Graham Edwards                    | Metamorphosis            | 2003 |
| Sparks                                 | Christian "Bloodshy" Karlsson, Peter Thomas, Ebba Tove Elsa Nilsson, Sam Shrieve | Breathe In. Breathe Out. | 2015 |
| Stay in Love                           | Micheal Angelo, Ebba Tove Elsa Nilsson                                           | Breathe In. Breathe Out. | 2015 |
| Stranger                               | Hilary Duff, Kara DioGuardi, Vada Nobles, Derrick Haruin, Julius Diaz            | Dignity                  | 2007 |
| Supergirl                              | Kara DioGuardi, Greg Wells                                                       | Most Wanted              | 2005 |
| Sweet Sixteen                          | Haylie Duff, Toran Caudell                                                       | Metamorphosis            | 2003 |

### T
| Titel                            | Autoren                                                            | Album                    | Jahr |
| -------------------------------- | ------------------------------------------------------------------ | ------------------------ | ---- |
| Tattoo                           | Ed Sheeran, Jake Gosling, Chris Leonard                            | Breathe In. Breathe Out. | 2015 |
| Tell Me a Story (mit Lil' Romeo) | Charlie Midnight, Chico Bennett, Jay Landers, Master P, Lil' Romeo | Santa Claus Lane         | 2002 |
| The Getaway                      | Julian Bunetta, James Michael                                      | Hilary Duff              | 2004 |
| The Last Song                    | Haylie Duff, Kevin De Clue                                         | Hilary Duff              | 2004 |
| The Math                         | Charlie Midnight, Lauren Christy, Scott Spock, Graham Edwards      | Metamorphosis            | 2003 |

### U
| Titel                 | Autoren                     | Album       | Jahr |
| --------------------- | --------------------------- | ----------- | ---- |
| Underneath This Smile | Kara DioGuardi, John Shanks | Hilary Duff | 2004 |

### W
| Titel                                  | Autoren                                                       | Album                      | Jahr |
| -------------------------------------- | ------------------------------------------------------------- | -------------------------- | ---- |
| Wake Up                                | Hilary Duff, Dead Executives                                  | Most Wanted                | 2005 |
| Weird                                  | Charlie Midnight, Marc Swersky, Ron Entwistle                 | Hilary Duff                | 2004 |
| What Christmas Should Be               | Charlie Midnight, Matthew Gerrard                             | Santa Claus Lane (Reissue) | 2003 |
| What Dreams Are Made Of                | Dean Pitchford, Matthew Wilder                                | The Lizzie McGuire Movie   | 2003 |
| When the Snow Comes Down in Tinseltown | Charlie Midnight                                              | Santa Claus Lane           | 2002 |
| Where Did I Go Right?                  | Charlie Midnight, Lauren Christy, Scott Spock, Graham Edwards | Metamorphosis              | 2003 |
| Who's That Girl?                       | Charlie Midnight, Andreas Carlsson, Desmond Child             | Hilary Duff                | 2004 |
| Why Not                                | Charlie Midnight, Matthew Gerrard                             | Metamorphosis              | 2003 |
| With Love                              | Hilary Duff, Kara DioGuardi, Vada Nobles, Julius Diaz         | Dignity                    | 2007 |
| Workin' It Out                         | Charlie Midnight, Charlton Pettus, Marc Swersky               | Metamorphosis              | 2003 |

### Y
| Titel                                            | Autoren                                         | Album                                                      | Jahr |
| ------------------------------------------------ | ----------------------------------------------- | ---------------------------------------------------------- | ---- |
| Youngblood (mit Aubrey Peeples & Stefanie Scott) | Anjulie Persaud, Fransisca Hall, Martin Johnson | Jem and the Holograms (Original Motion Picture Soundtrack) | 2015 |

### Coverversionen
| Titel                                                   | Autoren                                             | Album            | Jahr |
| ------------------------------------------------------- | --------------------------------------------------- | ---------------- | ---- |
| I Can't Wait                                            | Brooke McClymont, Christopher Ward, Matthew Gerrard | Lizzie McGuire   | 2002 |
| Jingle Bell Rock                                        | Joseph Carleton Beal, James Ross Boothe             | Santa Claus Lane | 2002 |
| Last Christmas                                          | George Michael                                      | Santa Claus Lane | 2002 |
| Little Lies                                             | Christine McVie, Eddy Quintela                      | —                | 2016 |
| Material Girl (mit Haylie Duff)                         | Peter Brown, Robert Rans                            | Girl Next        | 2006 |
| Never Let You Go (RAC feat. Matthew Koma & Hilary Duff) | Stephan Jenkins                                     | —                | 2020 |
| Santa Claus Is Coming to Town                           | John Frederick Coots, Haven Gillespie               | Santa Claus Lane | 2002 |
| Sleigh Ride                                             | Leroy Anderson, Mitchell Parish                     | Santa Claus Lane | 2002 |
| Wonderful Christmastime                                 | Paul McCartney                                      | Santa Claus Lane | 2002 |
| The Siamese Cat Song (mit Haylie Duff)                  | Peggy Lee, Sonny Burke                              | Disneymania 2    | 2004 |
| The Tiki Tiki Tiki Room                                 | Robert B. Sherman, Richard M. Sherman               | Disneymania      | 2002 |